# Калиакуда
Калиаку́да (греч. Καλιακούδα) — горы в Греции, в междуречье рек Карпенисьотис и Крикелопотамос (бассейн Ахелооса), к югу от города Карпенисион, юго-восточнее водохранилища Кремаста и восточнее водохранилища Кастракион. Расположена на территории общины Карпенисион в периферийной единице Эвритания в периферии Центральная Греция.
Находятся между горами Тимфристос (горой Велухи, 2315 м) на севере, Вардусия (2350 м) на юго-востоке и Панетоликон (1924 м) на западе.

## История
Во время Греческой национально-освободительной революции 1821—1829 годов произошёл в 1823 году бой у горы Калиакуда с турецкими войсками, направлявшимися к Месолонгиону.